# Asagudar
Asagudar, de manliga kallade asar och de kvinnliga kallade asynjor, är ett av tre angivna gudasläkten i fornnordisk mytologi enligt Snorres Edda och poetiska Eddan, där de övriga är vaner och alver. De är det största och viktigaste gudasläktet i den sena fornnordiska mytologin och den samhörande dåtida hedendomen, i modern tid kallad asatro, i sig namngiven efter släktet. Andra närliggande mytologiska släkten är jättar och dvärgar.

## Etymologi

### Svenska
På svenska är gudasläktets namn inlånade från isländskan (via fornvästnordiska) på 1600-talet: as eller ase (áss, óss, maskulinum singular), asar (æsir, maskulinum plural); asynja (ásynja, femininum singular), asynjor (ásynjur, femininum plural).
Gudasläktets fornnordiska namn och böjningar är bara belagt som enkla ord i fornvästnordiskan (grunden för Isländska och Norska). Motsvarigheterna i fornöstnordiskan (grunden för Svenska och Danska) har ej anträffats som enkla ord, utan bara som förled i sammansättningar, exempelvis: åska (fornsvenska: asikkia, asækia, ”as-ökja”, dvs ”Tors åk (med sina bockar)”, dels i en stor mängd platsnamn: flera Assjö/Assjön finns i Sverige, det äldsta omnämnt 1282, en gård i Askeryds socken, Småland, som Assio, dels i en stor mängd personnamn, vilka ofta har egna motsvarigheter i isländskan och de andra västgermanska språken, med i-omljud exempelvis: Esbjörn (fornsvenska: Asbiorn), Eskil (Askel, Æskil).
Såsom arvord överlever det fornnordiska "áss" (asagud) i det svenska "ås" och morfemet ingår likaså i personnamn som Åsa, Åsmund och Åslög, samt i ortnamn som Åshem och Åsgårda. Under slutet av 1800-talet var formen "åsar" den förhärskande i vetenskapliga arbeten, men den kritiserades alltmer och föll sedan åter ur bruk.

### Fornnordiska
Ordets etymologi är obskyr. Jakob Grimm härledde på sin tid ordets urgermanska form *anzuR till betydelsen "stolpe, bjälke" och tolkade asarna som de pelare vilka uppbär världsalltet. Edgar C. Polomé betonade i sin tur släktskapet med ett urgammalt hettitiskt ord hashush med innebörden "härskare". I fornengelskan och fornsaxiskan motsvaras ordet av ōs.
Fler tolkningar finns. De flesta tycks dock peka på asagudarnas funktion som världsordningens härskare, en bild som också finner stöd i befintligt källmaterial. En nyare tolkning härleder att ordet kommer från ur-indoeuropeiskans h₂énsus (livskraft) och h₂ens (alstra, producera). Detta skulle i så fall sätta asarna som en skapande makt mot jötnarnas (vilket antas ha betytt "frossare" eller "slukare") destruktiva.

## Beskrivning
Asagudarna bor i Asgård (asagudarnas hemvist) och bildar tillsammans en stor familj där högste ledare är ”allfadern” Oden. Alla förblir unga tack vare Iduns äpplen, men de är alla hotade av den kommande katastrof som ragnarök (domedagen) innebär.

### Asar
Manliga asagudar kallas asar. I Gylfaginning i Snorres Edda räknar Snorre Sturlasson upp tretton manliga asar. Dessa är Oden, Tor, Balder, Njord, Tyr, Brage, Heimdall, Höder, Vidar, Vale, Ull, Forsete och Loke.
Snorre var inte särskilt konsekvent när han räknade upp de viktigaste asarna; han missade Kvaser och Höner, men räknade in vanerna Njord och Frej och bland asynjorna räknade han in vanen Freja.

### Asynjor
Kvinnliga asagudar kallas asynjor. Enligt Snorre bildar de ett hov kring Frigg, den främsta asynjan. Därefter nämns: Saga, Eir, Gefjon, Fulla, Freja (även kallad Mardöll, Hörn, Gefn, Syr och Vanadis), Sjöfn, Lofn, Vår, Vör, Syn, Hlin, Snotra, Gnå, Sol, Bil, Jord och Rind.
Freja tillhör vanernas släkte, men hon är den gudinna som medverkar i de flesta myterna. Frigg är Odens hustru. De flesta asynjorna är mycket självständiga och har egna gårdar.

### Problematik i Snorres Edda
Begreppen asar och asynjor förekommer främst i Snorres Edda, vilket gör tolkningarna högst osäkra. Snorre Sturlasson har med största sannolikhet lagt berättelserna om asagudarna tillrätta och lagt till eget material för att kunna beskriva asarna som en från Asien invandrad hövdingaätt. Snorre skriver i sin prolog att asarna skulle ha kommit från Troja och att Oden skulle ha satt sina söner att regera över Danmark, Sverige och Norge. Fram till 1800-talet godtogs detta av många lärda.
Anledningar för dessa antydanden kan ha varit ett försök att kamouflera myterna som historiska verk för att undkomma kristna kyrkans förakt mot de äldre hedendomarna.

## Verksamhet
Den äldre forskningen målade ofta upp en bild av asarna som blodtörstiga krigsgudar, representanter för styrka och makt, medan vanerna framställdes som blida fredsmakter, skänkare av liv och gröda. En sådan bild har emellertid visat sig ha mindre stöd i källorna än vad man tidigare trott. Lotte Motz (1996) kunde efter att systematiskt ha studerat det samlade mytografiska källmaterialet dra slutsatsen att asarna snarast tycks ha förknippats med skapande verksamhet, medan vanerna oftare förknippats med vikingatåg, krigföring, kungamakt och materiellt överflöd. Hennes studie visar också att asarna knappast hade mindre med fruktbarheten att göra än vanerna. Den gamla tolkningen av asarna som krigsgudar har således fått vika för en mer nyanserad bild. 
I mytologin berättas om hur jättinnan Gullveig eller Angerboda uppviglar till krig mellan de båda gudasläktena. Flera teorier finns om denna myts bakgrund. En är att vanernas kult kan vara äldre än asakulten och att myten skildrar en förhistorisk religionskonflikt. Asarnas största, gemensamma bedrift före ragnarök var kriget mot vanerna. 
Myternas mest framträdande asagudar är Oden och Tor, samt den bland asarna upptagne (via fostbrödralag med Oden) jätten Loke. Inom kulten stod Tor och Oden främst jämte de fruktsamma vanerna Frej och Freja. Guden Ull har efterlämnat spår i ett stort antal svenska ortnamn som Ulleråker och Ullevi. Så trots att Ull har en undanträngd roll i Eddorna, så tycks han haft en viktig roll i de lokala offerkulterna.
Asarna var liksom vanerna inte odödliga som vissa gudar i andra religioner. Däremot behöll de sin ungdom med hjälp av Iduns äpplen. I ragnarök stupade dock de flesta, blott två av Tors söner och två av Odens överlevde. Dessutom kom asarna Balder och Höder, som dött redan i vår tidsålder, tillbaka från dödsriket Hel för att härska inom nästa skede.